# 保守王国
保守王国（ほしゅおうこく）は、日本の国政選挙や地方選挙において、保守勢力の候補が強い地域のことである。主に自由民主党への支持が強い都道府県や選挙区を指すことが多い。関連語に民主王国がある。

## 概説
自由民主党のような保守勢力が選挙に強い地域を指す。西日本の地方部、すなわち北陸3県・紀伊半島・近畿北部・中国地方・四国地方・九州地方に多く、特に北陸3県（富山県・石川県・福井県）・岡山県・山口県・山陰両県（鳥取県・島根県）・愛媛県・宮崎県などが保守王国と呼ばれている。近年では、日本維新の会の伸長を受けて単に自民党が強い地域の場合には「自民王国」と呼ばれることがある。
東日本の地方部は、小沢一郎らが自民を抜けてからは非自民が強くなっているが、秋田県と北関東3県（特に群馬県）では自民が強い。また、西日本でも中四国東部（特に香川県東部、徳島県北東部）や福岡都市圏では無党派が多い。中日本はトヨタに代表される大企業の労組票や輿石東・羽田孜・岡田克也の存在があり自民は弱いが、前述の北陸3県は自民党王国である。
自民党が惨敗した2009年の第45回衆議院議員総選挙でも、福井県・鳥取県・島根県・高知県は小選挙区で自民党候補が独占（候補者が乱立した高知県に至っては全小選挙区で自民党候補が比例復活も許さないほどの大差で勝利）し、富山県・島根県は比例区で自民党の得票数が民主党を上回るなど、特に西日本の地方部では自民党への支持の厚さが現れた。

2009年第45回衆院選（緑が自民、赤が民主）

第22回参議院議員通常選挙・第46回衆議院議員総選挙・第23回参議院議員通常選挙の三つの選挙において青森県・群馬県・富山県・石川県・福井県・鳥取県・島根県・山口県・徳島県・宮崎県は自民党が衆参すべての議席を独占し、他党に所属する議員が0になった。
最も強固な保守王国とされ総理経験者を8人輩出した山口県においては2025年現在衆議院3議席全てと参議院2議席全てを独占するだけでなく、知事の村岡嗣政及び県内全19市町の首長全員が自民党所属である。自治体の首長は一般的にさまざまな政治的考えの住民に配慮し、党籍を外すか無所属となるケースも多い中でこのような例は極めて珍しく、県内での自民党の強さを表している（しかし全員が自民党公認で首長選に立候補した者ではなく、自民党推薦の無所属候補が後に自民党所属になった例、保守分裂の関係で自民党推薦を得られなかったものの選挙後に自民党所属になった例、中には自民党の推薦候補を破った民主党系無所属の候補者が後に自民党に入党したケース（柳井市長の井原健太郎）もある）。
また、参議院では和歌山県で、2019年の第25回、2022年の第26回において自民党公認候補が選挙区で70%を超える全国トップの得票率を2回連続で記録している（第26回で得票率70%超えは和歌山県のみである）。
2021年の第49回衆院選まで存在した和歌山3区も自民王国で名を馳せた選挙区だった。

## 主な選挙区

### 衆議院選挙区
小選挙区制を導入以後、自民党系候補が独占している選挙区を以下に列挙する。
| 選挙区         | 小選挙区当選者 | 党派 |
| -------------- | -------------- | --- |
| 茨城県第4区    | 梶山静六       | 自由民主党 |
| 茨城県第4区    | 梶山弘志       | 自由民主党 |
| 栃木県第5区    | 茂木敏充       | （日本新党→無所属→）自由民主党                                                                                               |
| 群馬県第4区    | 福田康夫       | 自由民主党 |
| 群馬県第4区    | 福田達夫       | 自由民主党 |
| 群馬県第5区    | 小渕恵三       | 自由民主党 |
| 群馬県第5区    | 小渕優子       | 自由民主党 |
| 埼玉県第11区   | 加藤卓二       | 自由民主党 |
| 埼玉県第11区   | 小泉龍司       | 無所属→自由民主党→無所属→自由民主党                                                                                          |
| 埼玉県第11区   | 新井悦二       | 自由民主党 |
| 千葉県第11区   | 森英介         | 自由民主党 |
| 千葉県第12区   | 浜田靖一       | 自由民主党 |
| 千葉県第12区   | 中村正三郎     | 自由民主党 |
| 神奈川県第2区  | 菅義偉         | 自由民主党 |
| 神奈川県第11区 | 小泉純一郎     | 自由民主党 |
| 神奈川県第11区 | 小泉進次郎     | 自由民主党 |
| 神奈川県第15区 | 河野太郎       | 自由民主党 |
| 東京都第17区   | 平沢勝栄       | 自由民主党 |
| 東京都第25区   | 石川要三       | 自由民主党 |
| 東京都第25区   | 井上信治       | 自由民主党 |
| 富山県第2区    | 住博司         | 自由民主党 |
| 富山県第2区    | 宮腰光寛       | 自由民主党 |
| 富山県第2区    | 上田英俊       | 自由民主党 |
| 富山県第3区    | 綿貫民輔       | 自由民主党→国民新党→無所属→自由民主党                                                                                        |
| 富山県第3区    | 橘慶一郎       | 自由民主党 |
| 石川県第2区    | 森喜朗         | 自由民主党 |
| 石川県第2区    | 佐々木紀       | 自由民主党 |
| 静岡県第7区    | 城内実         | 無所属→自由民主党→無所属→自由民主党                                                                                          |
| 静岡県第7区    | 片山さつき     | 自由民主党 |
| 岐阜県第2区    | 棚橋泰文       | 自由民主党 |
| 京都府第5区    | 谷垣禎一       | 自由民主党 |
| 京都府第5区    | 本田太郎       | 自由民主党 |
| 兵庫県第9区    | 宮本一三       | （新生党→）新進党→自由民主党→新党日本→国民新党                                                                               |
| 兵庫県第9区    | 西村康稔       | 無所属→自由民主党 |
| 鳥取県第1区    | 石破茂         | （自由民主党→新生党→新進党→）無所属→自由民主党                                                                               |
| 島根県第2区    | 竹下登         | 自由民主党 |
| 島根県第2区    | 竹下亘         | 自由民主党 |
| 島根県第2区    | 高見康裕       | 自由民主党 |
| 岡山県第1区    | 逢沢一郎       | 自由民主党 |
| 岡山県第3区    | 平沼赳夫       | 自由民主党→無所属→たちあがれ日本→太陽の党→日本維新の会→次世代の党→自由民主党                                                 |
| 岡山県第3区    | 阿部俊子       | 自由民主党 |
| 岡山県第3区    | 平沼正二郎     | 無所属→自由民主党 |
| 広島県第1区    | 岸田文雄       | 自由民主党 |
| 山口県第1区    | 高村正彦       | 自由民主党 |
| 山口県第1区    | 高村正大       | 自由民主党 |
| 山口県第3区    | 河村建夫       | 自由民主党 |
| 山口県第3区    | 林芳正         | 自由民主党 |
| 香川県第3区    | 大野功統       | 自由民主党 |
| 香川県第3区    | 大野敬太郎     | 自由民主党 |
| 愛媛県第1区    | 関谷勝嗣       | 自由民主党 |
| 愛媛県第1区    | 塩崎恭久       | 自由民主党 |
| 愛媛県第1区    | 塩崎彰久       | 自由民主党 |
| 福岡県第7区    | 古賀誠         | 自由民主党 |
| 福岡県第7区    | 藤丸敏         | 自由民主党 |
| 福岡県第8区    | 麻生太郎       | 自由民主党 |
| 熊本県第3区    | 松岡利勝       | 自由民主党 |
| 熊本県第3区    | 坂本哲志       | 無所属→自由民主党 |
| 熊本県第4区    | 園田博之       | （無所属→自由民主党→）新党さきがけ→自由民主党→たちあがれ日本→太陽の党→日本維新の会→次世代の党→太陽の党→次世代の党→自由民主党 |
| 熊本県第4区    | 金子恭之       | 無所属→無所属の会→自由民主党                                                                                                 |
| 宮崎県第2区    | 江藤隆美       | 自由民主党 |
| 宮崎県第2区    | 江藤拓         | 自由民主党→無所属→自由民主党                                                                                                 |
| 宮崎県第3区    | 持永和見       | 自由民主党 |
| 宮崎県第3区    | 古川禎久       | 自由民主党→無所属→自由民主党                                                                                                 |
| 鹿児島県第2区  | 園田修光       | 自由民主党 |
| 鹿児島県第2区  | 徳田虎雄       | 無所属→自由民主党→無所属→自由連合                                                                                            |
| 鹿児島県第2区  | 徳田毅         | 無所属→自由連合→自由民主党→無所属                                                                                            |
| 鹿児島県第2区  | 金子万寿夫     | 自由民主党 |
| 鹿児島県第2区  | 三反園訓       | 無所属→自由民主党 |
| 鹿児島県第4区  | 小里貞利       | 自由民主党 |
| 鹿児島県第4区  | 小里泰弘       | 自由民主党 |
| 鹿児島県第4区  | 森山裕         | 自由民主党→無所属→自由民主党                                                                                                 |

### 参議院選挙区
現在、自民党系候補が独占している選挙区を以下に列挙する。
| 選挙区                    | 当選議員               | 党派       |
| ------------------------- | ---------------------- | ---------- |
| 福島県選挙区（2）         | 森まさこ、星北斗       | 自由民主党 |
| 栃木県選挙区（2）         | 高橋克法、上野通子     | 自由民主党 |
| 群馬県選挙区（2）         | 清水真人、中曽根弘文   | 自由民主党 |
| 石川県選挙区（2）         | 宮本周司、岡田直樹     | 自由民主党 |
| 福井県選挙区（2）         | 滝波宏文、山崎正昭     | 自由民主党 |
| 岐阜県選挙区（2）         | 若井敦子、渡辺猛之     | 自由民主党 |
| 滋賀県選挙区（2）         | 宮本和宏、小鑓隆史     | 自由民主党 |
| 奈良県選挙区（2）         | 堀井巌、佐藤啓         | 自由民主党 |
| 岡山県選挙区（2）         | 小林孝一郎、小野田紀美 | 自由民主党 |
| 鳥取県・島根県選挙区（2） | 出川桃子、青木一彦     | 自由民主党 |
| 山口県選挙区（2）         | 北村経夫、江島潔       | 自由民主党 |
| 佐賀県選挙区（2）         | 山下雄平、福岡資麿     | 自由民主党 |
| 長崎県選挙区（2）         | 古賀友一郎、山本啓介   | 自由民主党 |
| 熊本県選挙区（2）         | 馬場成志、松村祥史     | 自由民主党 |

石川県選挙区、福井県選挙区、滋賀県選挙区、奈良県選挙区、山口県選挙区、佐賀県選挙区、長崎県選挙区の改選数は1947年より一貫して1。岡山県選挙区、熊本県選挙区は1998年まで改選数2、2001年より改選数1。栃木県選挙区、群馬県選挙区は2004年まで改選数2、2007年より改選数1。岐阜県選挙区、福島県選挙区は2010年まで改選数2、2013年より改選数1。2016年から鳥取県選挙区と島根県選挙区は鳥取県・島根県選挙区。